# Religions et religion
Religions et religion est un long poème de Victor Hugo publié en avril 1880.
Il aborde des thèmes philosophiques et religieux, avec une réflexion sur les différentes religions humaines.
Le poème oppose les religions instituées, souvent source de conflits et d’injustices, à la religion universelle que représente l'amour divin et l'idée d'une religion intérieure. Hugo critique les dogmes et les institutions religieuses qui ont souvent été utilisées pour exercer le pouvoir et dominer, au lieu de guider l’humanité vers la paix et l’unité.
Il suggère que toutes les religions ont des aspects qui peuvent mener à la vérité et à la lumière, mais qu’il existe une véritable religion au-delà des formes extérieures, fondée sur la fraternité, l’amour et la justice. Cette religion unique se situe dans le cœur de l’homme, au-delà des rituels et des distinctions extérieures.
En résumé, le poème est une méditation sur la spiritualité, appelant à transcender les divisions religieuses pour atteindre une compréhension plus universelle et humaine de la foi.

## Composition
Le poème est composé de cinq sections :
I. Querelles
1. Le dimanche
2. Première réflexion
3. Le théologien
4. Au théologien
5. Invention
6. Les mains levées au ciel
7. Chef-d'œuvre
8. Suites
9. Questions

II. Philosophie
III. Rien
IV. Des voix
V. Conclusion